# 川口智子
川口 智子（かわぐち ともこ、1973年5月3日 - ）は、1980年代に活躍した元子役。現在は小学校教諭。

## 経歴
福岡県久留米市生まれ。四姉妹の末っ子。3歳の時に埼玉県狭山市に転居。4歳の頃に劇団日本児童に入り、子役として活動。ドラマでは『うちの子にかぎって…』の生徒役などで出演。中学1年生の時に、テレビ番組『モモコクラブ』に桃組出席番号1950番としてレギュラー出演していたが、1987年芸能活動から引退。
その後埼玉県立川越女子高等学校等を経て、小学校教諭となった。引退後メディア登場を控えていたが、2004年5月1日放送の『チャンネル北野』に出演し、久しぶりに公の場に姿を現している。

## 補足
『うちの子にかぎって…』で演じていた芹沢朋子は、川口と同じく1973年5月3日生まれという設定だった。しかし、同時に1985年の時点で小学5年生という設定もあり、年齢設定に矛盾が生じている。

## 出演作品

### 映画
- あすも夕やけ（近代映協、1977年）
- ユーパロ谷のドンベーズ（映像企画、1986年）

### テレビドラマ
- ペットントン（1983年10月2日 - 1984年8月26日） - 野原小百合 役
- 西部警察 PART-III最終回スペシャル 大門死す! 男達よ永遠に…（1984年10月22日） - 河合洋子役
- 名門私立女子高校（1984年11月2日 - 1985年1月25日）
- うちの子にかぎって…（1985年4月12日 - 7月26日） - 芹沢朋子 役
  - スペシャル1 「金曜日の子供たちへ 水戸黄門と夢の共演!! 京都修学旅行大騒動（1986年4月18日）
  - スペシャル2 「男女6人春物語 卒業記念風雲!たけし城大攻防戦」（1987年4月1日）

### バラエティ
- モモコクラブ（1986年10月12日 - ）出席番号1950番

### CM
- タカラ「ドレミカラオケ」（1984年）

### イベント
- 桃娘大好き! あたりまエッ!!（日比谷野外音楽堂、1987年8月29日）